# Royal Mews
Les Royal Mews sont les écuries de la famille royale britannique. À Londres, deux sites peuvent prétendre à la dénomination de Royal Mews : anciennement les bâtiments situés à Charing Cross, et depuis les années 1820, au palais de Buckingham. Le site est ouvert au public tout au long de l'année.

## Charing Cross

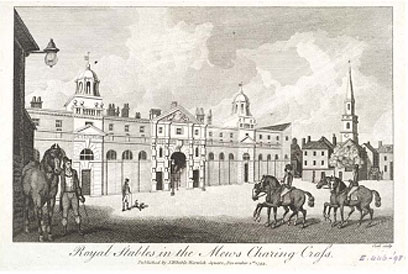
Les écuries à Charing Cross en 1793.

La première série d'écuries pouvant être considérée comme des Royal Mews étaient situés à Charing Cross, à l'extrémité ouest de The Strand. Les aigles royaux étaient conservés sur ce site à partir de 1377 et le nom du bâtiment vient du fait que les rapaces y étaient maintenus jusqu'à leur mue (ou mew)
Le bâtiment a été détruit par un incendie en 1534 et reconstruit comme écurie, tout en conservant son ancien nom lors de l'acquisition de cette nouvelle fonction. Sur les cartes anciennes, les Royal Mews peuvent être vu remontant vers le site de l'actuel Leicester Square.
Ce bâtiment a été généralement connu sous le nom de King's Mews, mais a aussi parfois été appelé Royal Mews, écuries royales, ou Queen's Mews lorsqu'il y avait une femme sur le trône. Elle a été reconstruite en 1732 d'après les dessins de William Kent, et au début du XIXe siècle, il a été ouvert au public. C'est un impressionnant bâtiment classique doté d'un espace ouvert qui le classe parmi les plus grands bâtiments du centre de Londres, à un moment où les parcs royaux étaient à la lisière de la ville et où les jardins de Sloane Square n'étaient ouverts qu'aux résidents des maisons qui l'entouraient.

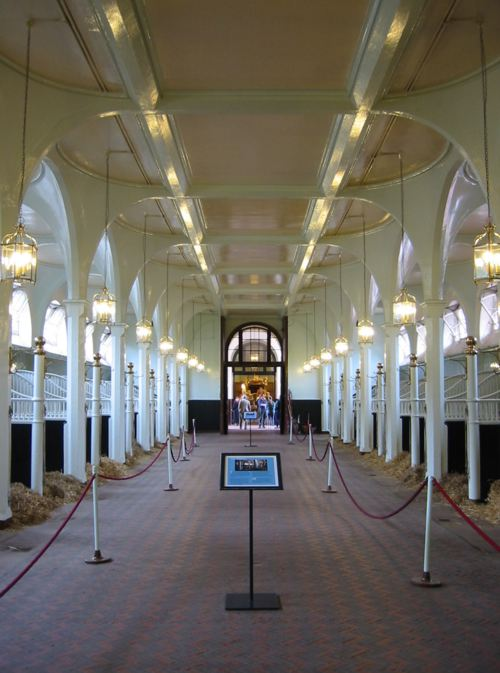
Écuries des Royal Mews.

## Palais de Buckingham
Les actuelles Royal Mews se situent dans les jardins de Buckingham Palace, au sud de Buckingham Palace Gardens, près de Grosvenor Place.
Dans les années 1760, George III déplace une partie de ses chevaux et voitures de tous les jours pour le Palais de Buckingham, qu'il avait acquis en 1762 pour sa femme. mais les principales écuries royales logeant les voitures de cérémonie et leurs chevaux restent alors dans les King's Mews. Cependant, lorsque son fils George IV investit le palais de Buckingham comme résidence principale en 1824, l'ensemble du contenu des écuries est déplacé. Les anciennes écuries à Charing Cross sont démolies en 1830 et Trafalgar Square est construit sur le site. Les actuelles Royal Mews ont été construites d'après les dessins de John Nash et ont été achevés en 1825, bien que l'École d'équitation, censée être de William Chambers, date des années 1760. Les bâtiments ont été considérablement modifiés depuis.
Les Royal Mews sont régulièrement ouvertes au public. Des voitures de coche ainsi que d'autres véhicules y sont conservés, avec environ 30 chevaux, tout comme leurs homologues modernes, les véhicules motorisés d'État. Meneurs, palefreniers, chauffeurs et autres membres du personnel sont logés dans des appartements au-dessus des garages et des écuries.

### Voitures royales et d'État
Quelques-unes des voitures stockées aux Royal Mews sont énumérés ci-dessous. Un bon nombre sont accessibles au public bien que toutes ne soient pas conservées à Londres. La plupart sont utilisées régulièrement, et certaines (par exemple la Broughams) sont conduites quotidiennement. Les autres voitures (notamment le Gold Coach) ne sont utilisées qu'en de rares occasions. La liste comprend des véhicules utilisés à des fins personnelles, des voitures de loisirs et de sport, ainsi que celles conçues et utilisés pour des manifestations nationales :
- Le Gold State Coach[2]
- L'Irish State Coach[2]
- Le Scottish State Coach
- L'Australian State Coach
- Le Diamond Jubilee State Coach
- Le Queen Alexandra's State Coach
- Le Glass Coach[2]
- Le King Edward VII's Town Coach
- Plusieurs landaus, y compris:
  - Le 1902 State Landau
  - Sept autres State Landaus
  - Cinq semi-landaus
  - Cinq landaus Ascot
- Calèches et Barouche-sociables
- Broughams et Clarences
- Phaétons et Victorias

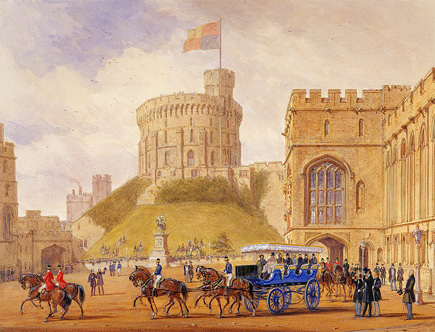
Char à bancs présenté par Louis-Philippe à la reine Victoria au château de Windsor en 1844.

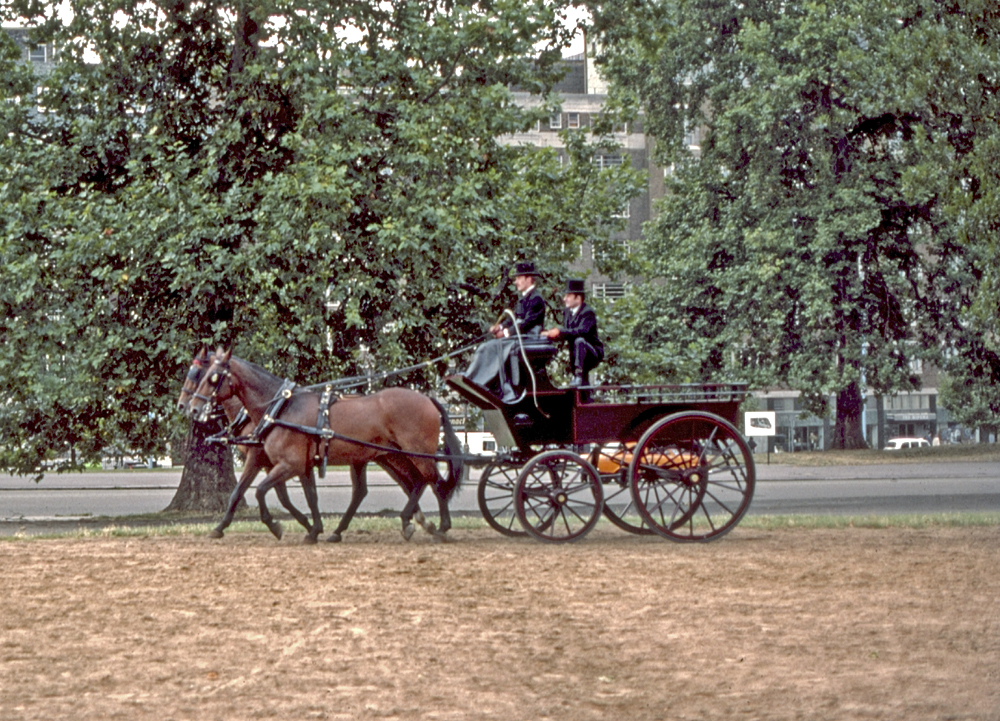
Les breaks sont régulièrement utilisés pour la formation et l'entrainement des chevaux, comme ici dans Hyde Park.

- Voitures de sport, y compris une carrick rare
- Les véhicules récréatifs, comme le char à bancs de Louis-Philippe
- Une variété de voitures pour poney, des coches et des voitures d'entrainement.

Utilisés moins régulièrement, certains traîneaux royaux sont également présentés dans les écuries.
Sont également en exposition un certain nombre d'harnachements allant des plus simples, utilisés pour l'exercice et le travail des chevaux, aux plus richement décorés.

### Chevaux
Les chevaux présents dans les écuries royales sont pour la plupart soit des Windsor Grey soit des Cleveland Bay, même si cela n'a pas toujours été le cas. Par exemple, il y a plus de 200 ans, des Hanovriens à la robe crème étaient utilisés pour tirer les voitures royales lors des principales manifestations, jusqu'à ce que des problèmes liés à la consanguinité conduisent à l'arrêt de leur utilisation dans le milieu des années 1920. Les chevaux sont régulièrement entrainés à tirer les voitures; ils sont utilisés pour un attelage de compétition ou de loisir ainsi que pour des fonctions cérémonielles.

### Voitures d'État

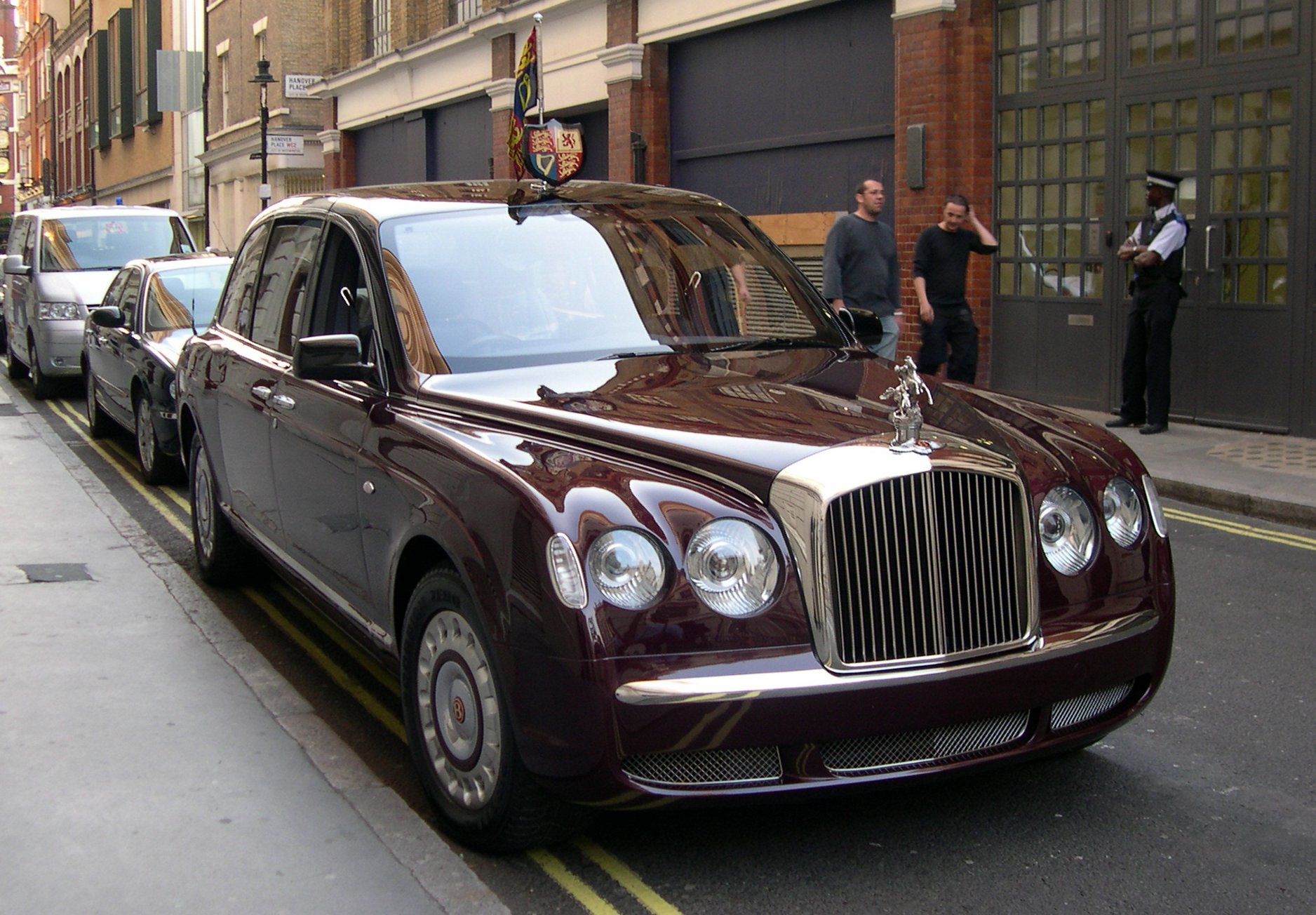
Bentley State Limousine de 2002.

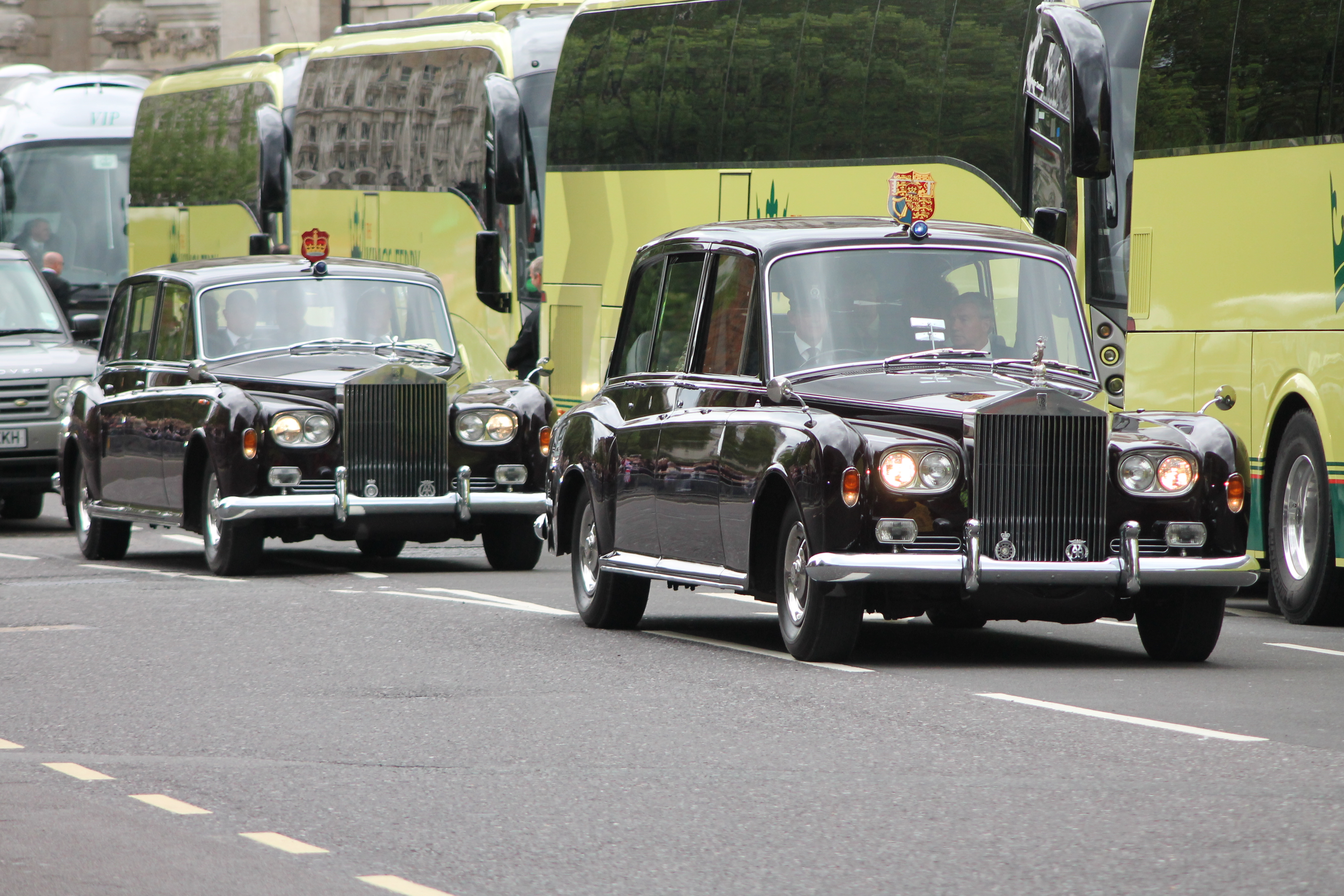
Rolls Royce Phantom VI de 1986 (à gauche) et de 1977.

L'entretien et la mise à disposition de véhicules modernes est aussi une fonction des Royal Mews. Les voitures d'État (par opposition aux voitures à usage privé) sont toutes peintes en rouge foncé et noir; les cinq voitures d'État n'ont pas de plaque d'immatriculation. Elles comprennent:
- Deux Bentley State Limousines (données à la reine en 2002, pour marquer son Jubilé d'or)
- Deux Rolls-Royce Phantom VI: une de 1977 et une de 1986; très identiques en apparence, celle de 1977 possédant une très légère hausse du toit
- Un rares exemplaire de Phantom IV de 1950 avec une carrosserie réalisée par HJ Mulliner & Co., premier exemple construit de ce modèle. Il était équipé d'une boîte de vitesses automatique en 1955.

#### Anciens véhicules
- Deux Rolls-Royce Phantom V de 1961 (retraitées de la flotte après l'acquisition de la Bentley en 2002)
- Une Rolls-Royce Phantom IV de 1954 avec une carrosserie réalisée par Hooper. La voiture est maintenant un prêt permanent à la fondation Sir Henry Royce Memorial à Paulerspury au Royaume-Uni.

#### Autres voitures
Ces véhicules sont utilisés pour des occasions moins formelles et comme véhicules d'assistance:
- Deux Jaguar XJ limousines de 2012 (numéro de plaques NGN1 et NGN2)
- Trois Daimler DS420 limousines de 1990 (numéro de plaques KLL1, K326EHV et F728OUL)

### Surveillance
Les soins et l'entrainement d'un si grand nombre de chevaux, les soins continus et l'entretien des carrosses, des voitures et de la sellerie, ainsi que l'utilisation réelle de ces véhicules royaux, impliquent que les Royal Mews génèrent un travail important au sein du Palais. Le Royal Mews Department est supervisé par un fonctionnaire appelé « Crown Equerry » (écuyer de la couronne).

## Autres lieux
Les Royal Mews du château de Hampton Court surplombe Hampton Court Green. Le lieu continue à fournir un logement pour le personnel, et les chevaux y sont rassemblés de temps en temps. Ce site n'est pas ouvert au public. Il existe également des Royal Mews au Château de Windsor où des voitures Ascot sont normalement conservées ainsi que des véhicules utilisés dans Windsor Great Park. Certains chevaux de selle sont également rassemblés ici. À Holyrood, les Royal Mews sont l'une des parties les plus anciennes du palais et sont toujours chargées du service chaque fois que les voitures royales sont utilisées à Édimbourg. 
Historiquement, les anciennes écuries du Palais St. James, qui se tenait là où se situe Lancaster House, étaient également parfois appelé Royal Mews.